# 맥스 아미니

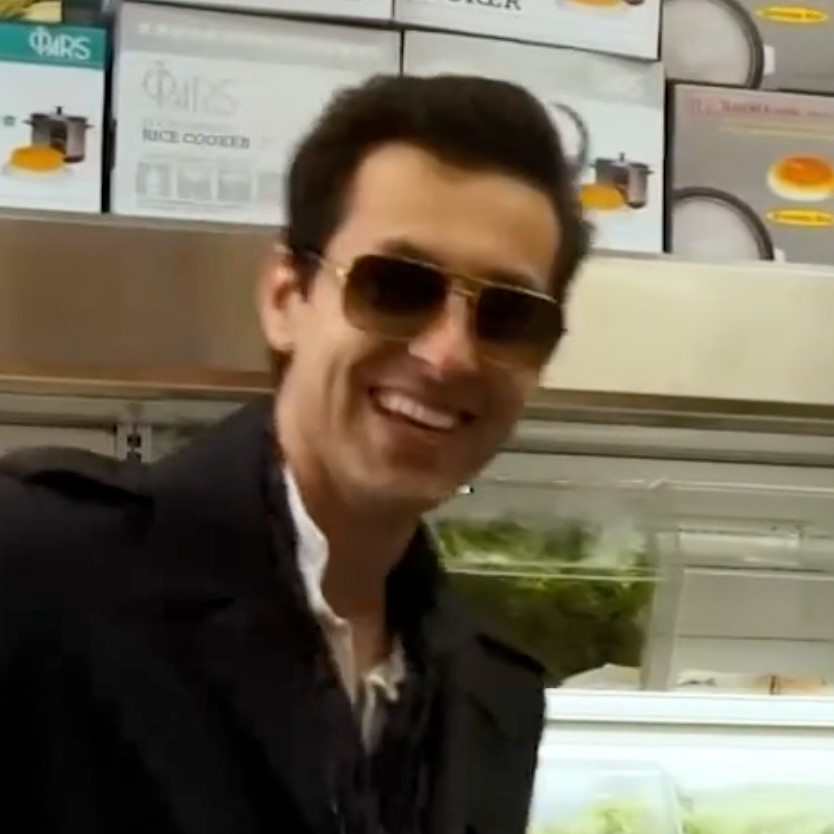

맥스 아미니(Max Amini, 1977년 9월 23일 ~ )는 이란계 미국인 배우, 텔레비전 배우, 영화 감독이다.
투손에서 태어났다.

## 영화
- 비욘드 파라다이스 (2016년)
- 몰 독스 (2015년)
- 5 미니츠 (2014년)
- 쉬린 인 러브 (2014년)
- 런치 브레이크 (2013년)
- 비어 퐁 세이브드 마이 라이프 (2010년)
- 안티-나르코틱스 (2009년)
- 도메스틱 더그 (2008년) - 보리스 역